# カーントン
カーントン・プランテーション (Carnton Plantation ) は、アメリカ合衆国テネシー州ウイリアムソン郡フランクリンにある歴史的プランテーションの邸宅および博物館。ロバート・ヒックス作の小説『The Widow of the South 』(南部の未亡人)の舞台となった。広大な農場と邸宅は南北戦争におけるフランクリンの戦い勃発直後から重要な役割を担った。現在、非営利団体The Battle of Franklin Trust により運営されている。

## 南北戦争時代

### 建設当初
1815年、バージニア州からテネシー州ナッシュビルに移住してきたランドル・マギャヴィック(1768年-1843年)により最初の建設が始まった。1820年代に主だった工事が奴隷労働者により行なわれた。マギャヴィックはこの邸宅に父親の生誕地アイルランド島アントリム県に因み名付けた。「カーントン」は「岩の層」を意味する「ケアン」のゲール語に由来する。ケアンは墓標として使用されることがある。
初期の頃、母屋は2階建てのウイングである燻製小屋およびキッチンと隣接していた。1815年頃、燻製小屋の最初の建設が始まった。1909年、キッチンは竜巻により崩壊した。現在目にすることができるものは考古学者により掘り起こされたものである。

### 家長: ランドル・マギャヴィック
ランドル・マギャヴィックは地元で著名な政治家で、1824年の1年間ナッシュビル市長を務めた。彼は第11代大統領ジェイムス・K・ポークと知り合いで、第7代大統領アンドリュー・ジャクソンとは親友であり少なくとも1回はマギャヴィック邸に宿泊した。ジャクソンは一家にロッキング・チェアを寄贈しており、現在邸内ツアーでオリジナルの家具の1つとして見ることができる。
1820年代後期には邸宅は永住の地として使用可能となった。当時1,400エーカー(6km2)のうち500エーカー(2km2)が農場であった。1830年代、マギャヴィックは豚、牛、羊合わせて250頭を所有していた。

### 息子: ジョン・マギャヴィック大佐
1843年にランドル・マギャヴィックが亡くなり、2人の息子ジェイムスとジョン(1815年-1893年)が遺産を引き継いだ。ジョンはカーントンを受け継ぎ、1893年に亡くなるまで農業を続けた。ジョンはキャリー・ウインダー(1829年-1905年)と結婚し、彼女は現在「The Widow of the South (南部の未亡人)」として知られている。
1840年代、ジョン・マギャヴィックは邸宅の改築を始め、当初のフェデラル様式からグリーク・リヴァイヴァル様式に作り変え、グリーク・リヴァイヴァル様式の2階建てのポルチコや、屋根裏に2つのドーマーを設置した。1850年代、マギャヴィックは邸宅裏に2階建てのポーチを追加した。
インテリアにもグリーク・リヴァイヴァル様式を取り入れ、ほとんどの部屋に当時流行りの壁紙、faux-painting 、カーペットが施された。3階では壁紙3種類が発見された。1階中央通路は1864年の南北戦争の様相を表している。壁紙のデザインは改修されたものではあるが、当時人気だったものが施されている。応接室は暖炉の炉棚、新たな壁紙、カーペットの様式もグリーク・リヴァイヴァル様式にアップグレードされているのを見ることができる。ダイニング・ルームの200ピースにおよぶ食器のセットはマギャヴィック家が実際使用していたもので、全て手作りで貴重なものである。応接室の暖炉上の時計も一家が使用していたもので、現在もフランクリンの戦い後の1864年12月の頃と同様に作動する。
1848年12月、ジョンはルイジアナ州シボドーのダクロス・プランテーション・ハウスに住んでいたいとこのキャリー・ ウインダーと結婚した。2人は5人の子に恵まれたが、成人したのはうち2人だけである。南北戦争初期、マギャヴィックは所有していた奴隷をアラバマ州に送っており、1864年のフランクリンの戦い当時マギャヴィックは奴隷を所有していなかった。

## 南北戦争時
南北戦争直前の1860年、マギャヴィック一家の純資産は約339,000ドルで、2007年の貨幣価値では600万ドルに相当する。19世紀中期にマギャヴィックが中部テネシーで栽培した作物は小麦、とうもろこし、オート、干草、じゃがいもなどであった。マギャヴィック家はサラブレッド馬や家畜の飼育および繁殖も行なっていた。
1864年11月30日、邸宅はフランクリンの戦いにおいて、1マイル(1.6km)弱しか離れておらず、負傷兵や死者の主要収容所となった。戦いのほとんどが17時から21時頃の暗い時間に行なわれたため、マギャヴィック一家は小春日和のフランクリンの日没の空に広がる火事、銃の発砲を目撃していた。
1,750名以上の南軍兵がフランクリンの戦いで命を落とした。フランクリンの戦いの数時間後、邸宅裏のポーチには4名の南軍上官のパトリック・クリバーン、John Adams 、Otho F. Strahl 、Hiram B. Granbury の遺体が並べられた。
6,000名の兵士が負傷し、その他1,000名が行方不明となった。戦いの後、フランクリンの多くの家が急遽野外病院となっていたが、カーントンがはるかに大きな野外病院となった。南軍の何百人もの負傷兵や死者がキャリー・マギャヴィックを含む一家の世話を受けた。調査によると奴隷小屋など他の小屋を含みカーントンだけで300名の南軍兵がマギャヴィック一家に手当てされたとされる。比較的軽傷の者は0度を下回る極寒の夜に屋外で寝泊りした。

### 「南部の未亡人」キャリー・ウィンダー・マギャヴィック
戦いの後、キャリーは南軍を支持する善きサマリア人の軍人を招いた。翌朝彼女は朝食を作ったが、多くの兵士がフランクリンの戦いによりこのプランテーションの邸宅内外で亡くなったため目撃者によると彼女の服の裾は血まみれであった。初日だけで少なくとも150名が亡くなった。
キャリーの2人の子供、ハッティ(当時9歳)と息子ウインダー(当時7歳)は大虐殺を目撃し、また医師の治療の簡単な手伝いもしたとされる。邸宅の床のほとんどが南軍兵の血に染まり、カーペットを通して木の床にも染み込んだ。多くの血痕が現在も残っている。手術室として使用された子供の寝室に最もひどい血痕が残っている。現在この部屋では当時の医療器具を展示している。

### 1864年12月、最初の埋葬
戦いの後の12月1日午前1時、少将ジョン・マカリスター・スコフィールド率いる北軍がナッシュビルに向けて退散しようとしたが、700名の北軍兵および歩くことも不可能な負傷兵を含む全員が死亡した。その朝、フランクリン市民750名は1,750名の南軍兵を含む2,500名もの兵士の死体を目の当たりにした。
ジョージ・コウエンの『History of McGavock Confederate Cemetery 』(マギャヴィック南軍墓地史)によると、亡くなった南軍兵全てが倒れていた場所の近くに政府により埋葬され、1つ1つの墓に中隊および連隊名と氏名入りの木製の墓標が立てられた。当時、兵士の多くはファウンテン・ブランチ・カーターとジェイムス・マクナットの土地に埋葬された。1865年、北軍兵の多くはテネシー州マーフリーズボロにあるストーンズ・リバー国立墓地に埋葬しなおされた。

### 1865年～1866年4月: 墓地の崩壊
次の18ヶ月以上の間、多くの墓標は腐敗したり薪として使われたり、墓標の文字が消えたりした。墓地の保存のためマギャヴィック夫妻は南軍兵の新たな墓地として自身の土地のうち2エーカー (8,100 m2)を寄付した。フランクリン市民たちは寄付金を集め、南軍兵の遺体は1人5ドルをかけてマギャヴィック南軍墓地に移動された。
1866年春、ジョージ・カペット率いるグループがこの移動を請け負い、スタートから約10週間後の6月までに終了した。1,481名の反逆兵は現在も元の場所に埋葬されている。バージニア州を除くアメリカ合衆国南部出身の兵士がこの墓地に埋葬されている。
この墓地移動の作業中、ジョージ・カペットの兄弟マーセラスが25歳で亡くなり、マギャヴィック墓地のテキサス州部門の先頭に埋葬された。

### 兵士の身元
マギャヴィック一家、特にキャリーは南軍兵の身元確認に細心の注意を払った。兵士の氏名や身元はジョージ・カペットによる墓地記録簿に記載され、戦後キャリーにより詳述された。この元々の記録簿はカーントンの2階に展示されている。時が経つほど身元確認は困難となり、780名の兵士の身元は判明したが558名の身元が確認されていない。

## 南北戦争後

### キャリーの献身
マギャヴィック一家は1,500名近くの南軍兵の遺体の慰霊に尽力した。1893年、ジョン・マギャヴィックが、1905年、キャリーが亡くなった。フランクリンで亡くなった兵士に対するキャリー・マギャヴィックのこの献身は41年間続いた。1905年、ジョン・W・ヘナー牧師は『Confederate Veteran 』誌でキャリーの死亡に際し以下のように記した:

私たちは汝に感謝している。華奢な脚で立ち上がり、多くの魂を癒し、貧しい者に食事を与え、病気の者に手当をし、惨めな少年が立派な大人になるように親代わりとなった。そして彼らは立ち上がり、彼女へのご加護を祈るでしょう。今日彼女は天に召され、「ウイリアムソン郡の善きサマリア人」の名に相応しい彼女のために祈ろう

現在、マギャヴィック南軍墓地は南軍婦人会のフランクリン支部が管理している。

## 1907年～現在: マギャヴィック時代以降および改修
1907年にウインダー・マギャヴィックが亡くなり、数年後の1911年頃、その妻は邸宅を売却した。それ以降、カーントンは数々の所有者を渡り歩くこととなった。1960年代後期および1970年代までにこの地所は酷く荒廃していった。1978年、カーントン協会がカーントンの邸宅と10エーカー (40,000 m2)の土地を手に入れた。この地所はそれ以降継続的に改修が行なわれ、1990年代までに元通りに修繕した。カーントンは地元、州、連邦政府からの寄付等の支援は受けていなかった。現在、カーター・ハウスなどフランクリンの戦いに関連する歴史的邸宅を運営する非営利団体The Battle of Franklin Trust により管理運営されている。

### 歴史的場所として
現在、南部の未亡人キャリー・マギャヴィックの真の姿を学ぶため、世界中から多くの人々がカーントンを訪れている。
1973年、寄贈建造物、寄贈地および非寄贈地を含む26エーカー (11 ha)の地所がアメリカ合衆国国家歴史登録財に認定された。

## ツアー
カーントンはテネシー州フランクリンの歴史で重要な位置を占め、現在一般に公開されて安価なガイドツアーが行なわれている。The Battle of Franklin Trust が約1時間のツアーを毎日行なっている。カーントンでプランテーションの地図や周辺の重要な情報が記載された紙を手にすることができる。
時間:
- 月曜-土曜 - 9時～17時
- 日曜 - 12時～17時

入場料:
- 6歳以下 - 無料
- 6歳～12歳 - $8.00
- 大人 - $15.00
- 高齢者 (65歳以上) - $12.00
- 外観のみ - $5.00

## 関連事項
それぞれフランクリンの戦場の1つでアメリカ合衆国国家歴史登録財に指定されている。
- ウインステッド・ヒル
- カーター・ハウス
- フォート・グランガー